# Škoda 1203
Škoda 1203 — сімейство комерційних автомобілів, що виготовлялося підприємством AZNP Škoda (чеськ. Automobilové závody, národní podnik Škoda — автомобільний завод народного підприємства «Шкода») у Врхлабі протягом 1968—1981 рр.
У 1973—1999 рр. під назвою TAZ-Š 1203 (з 1993 р. TAZ 1500 з вдосконаленим двигуном й 5-ступеневою коробкою передач) автомобілі виготовлялися Трнавським автомобільним заводом (словац. Trnavské automobilové závody).
Крім цього дрібносерійне виробництво до сьогодні продовжує Ocelot Auto.
Загалом було виготовлено 69727 автомобілів Škoda 1203 (на заводі у Врхлабі).

## Короткий опис

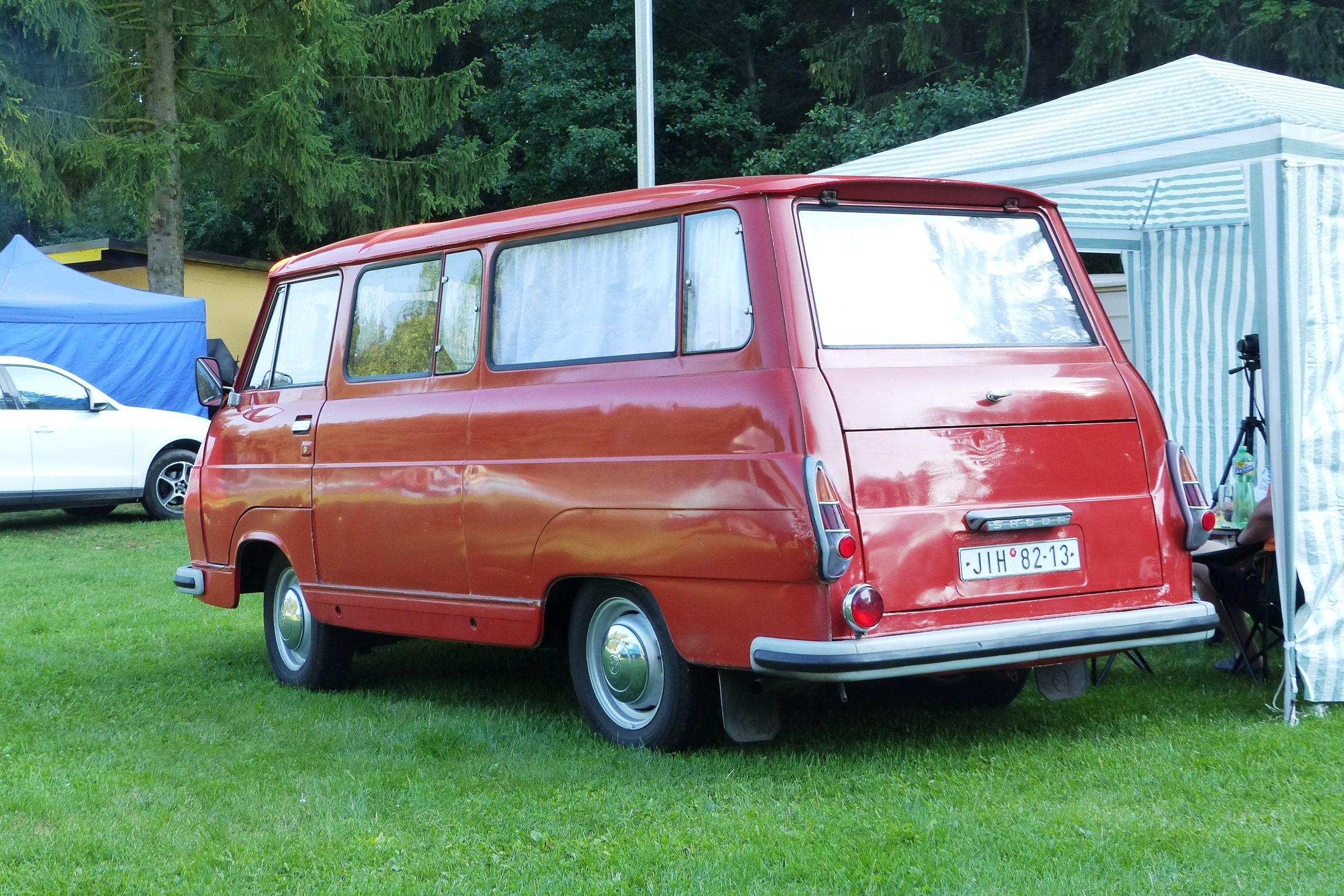

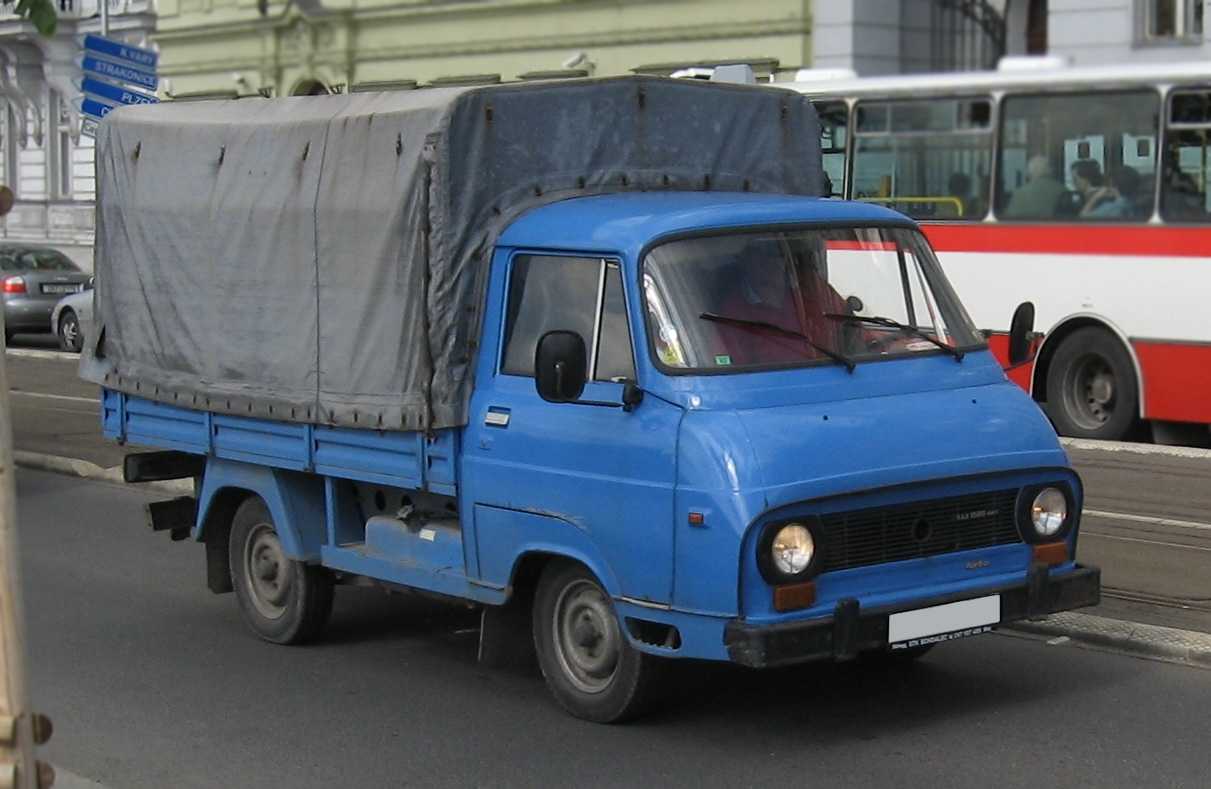

Початок виробництва першого мікроавтобуса від «Шкоди» планувався у 1956 р., однак через політичні проблеми воно розпочалось аж у 1968 р. Причому прототипи 1956, 1957 та 1961 рр. відрізнялись між собою.
Серійні мікроавтобуси та фургони мали 4-дверний кузов вагонного типу з інтегрованою рамою.
Натомість бортові вантажівки (деінде йменуються як пікапи) мали класичну рамну конструкцію.
Škoda 1203 не відрізнялась динамічними характеристиками — розгін до 80 км/год тривав 40 с., а максимальна швидкість становила 95 км/год (90 км/год для бортової вантажівки).
Двигун успадкований від попередника («Шкоди 1202») робочим об'ємом 1,2 л та потужністю 45 к. с. мав витрату палива близько 10-12 л/100 км.
Підвіска усіх коліс була незалежною.
Спереду — пружинна на подвійних поперечних важелях з гідравлічними телескопічними амортизаторами та стабілізатором поперечної стійкості.
Ззаду — типу «хитні півосі» з поздовніми важелями, аналогічними за типом амортизаторами та поздовжніми торсіонами.
Типорозмір сталевих штампованих коліс («дисків») — 41/2К × 15, шин — 6,40—15.
Гальмівні механізми усіх коліс були барабанними, а після 1986 р. передні стали дисковими.
| Модифікація                             | мікроавтобус | мікроавтобус de Luxe | фургон    | вантажо- пасажирський фургон | карета швидкої допомоги | бортова вантажівка |
| --------------------------------------- | ------------ | -------------------- | --------- | ---------------------------- | ----------------------- | ------------------ |
| Довжина, мм                             | 4520         | 4520                 | 4520      | 4520                         | 4520                    | 4550               |
| Ширина, мм                              | 1800         | 1800                 | 1800      | 1800                         | 1800                    | 1870               |
| Висота, мм                              | 1900         | 1900                 | 1900      | 1900                         | 1900                    | 1900 (2350*)       |
| Колісна база, мм                        | 2320         | 2320                 | 2320      | 2320                         | 2320                    | 2320               |
| Колія передніх/задніх коліс, мм         | 1360/1350    | 1360/1350            | 1360/1350 | 1360/1350                    | 1360/1350               | 1360/1350          |
| Кліренс, мм                             | 190          | 190                  | 190       | 190                          | 190                     | 190                |
| Передній/задній звис, мм                | 1080/1120    | 1080/1120            | 1080/1120 | 1080/1120                    | 1080/1120               | 1080/1150          |
| Передній/задній кут звису, град         | 23/18        | 23/18                | 23/18     | 23/18                        | 23/18                   | 23                 |
| Зовнішній габаритний радіус повороту, м | 5,65         | 5,65                 | 5,65      | 5,65                         | 5,65                    | 5,65               |
| Споряджена маса, кг                     | 1230         | 1280                 | 1190      | 1250                         | 1340                    | 1200               |
| Вантажність, кг                         | 750          | 700                  | 950       | 820                          | 640                     | 1000               |
| Повна маса, кг                          | 1980         | 1980                 | 2140      | 2070                         | 1980                    | 2200               |
| Кількість місць                         | 8            | 8                    | 2         | 5                            | 7                       | 2                  |
| Довжина вантажного місця, мм            | —            | —                    | 2710      | 1600                         | —                       | 1750               |
| Вантажний простір, м³                   | 1,15         | 1,15                 | 5,20      | 2,90                         | —                       | 1,96 (7,30*)       |

В дужках дані для вантажівки з брезентовим тентом.